# Cyphosticha callimacha
Cyphosticha callimacha är en fjärilsart som först beskrevs av Edward Meyrick 1920.  Cyphosticha callimacha ingår i släktet Cyphosticha och familjen styltmalar. Inga underarter finns listade i Catalogue of Life.